# Dopplerův jev

Zdroj vlnění v pohybu zprava doleva. Před zdrojem vlevo je frekvence vyšší, za zdrojem vpravo je frekvence nižší.

Dopplerův jev popisuje změnu frekvence a vlnové délky přijímaného oproti vysílanému vlnění, způsobenou nenulovou vzájemnou rychlostí vysílače a přijímače.
Jev byl poprvé popsán Christianem Dopplerem v roce 1842 v monografii Über das farbige Licht der Doppelsterne und einige andere Gestirne des Himmels.

## Vztahy pro jednorozměrný případ

### Klasický (nerelativistický, akustický) Dopplerův jev

Dopplerův jev. Siréna na jedoucím autě vydává tón o stále stejné výšce. Na cestě, kudy auto projíždí, je umístěn pozorovatel (mikrofon). Oranžové auto na obrázku znázorňuje dobu, kdy se auto přibližuje k pozorovateli, zelené auto naopak dobu, kdy auto pozorovatele již minulo a vzdaluje se od něj. Pozorovateli se jeví tón sirény auta, které se k němu blíží jako vyšší, než je skutečný tón sirény a naopak tón sirény vzdalujícího se auta se mu jeví jako nižší.

Jestliže se zdroj vysílající signál s frekvencí f0 pohybuje směrem k přijímači (pozorovateli), pak stojící pozorovatel jej přijímá s frekvencí f:
{\displaystyle f=f_{0}{\frac {v}{v-v_{s,r}}}} ,
Jestliže se zdroj vysílající signál s frekvencí f0 pohybuje směrem od přijímače (pozorovatele), pak stojící pozorovatel jej přijímá s frekvencí f:
{\displaystyle f=f_{0}{\frac {v}{v+v_{s,r}}}} ,
kde v je rychlost vln v dané látce a vs,r relativní radiální rychlost zdroje vůči pozorovateli (kladná rychlost znamená vzdalování, záporná přibližování).
Pro stacionární zdroj a pohyblivý přijímač je situace obdobná.
{\displaystyle f=f_{0}\left(1+{\frac {v_{0}}{v}}\right)} ,
kde {\displaystyle {v_{0}}} je rychlost přijímače a pro přibližující se přijímač je kladná, pro vzdalující se je pak záporná.

### Relativistický (světelný) Dopplerův jev
Pokud se pozorovatel i zdroj pohybují rychlostmi řádově srovnatelnými s rychlostí světla, je třeba při výpočtu započíst i efekty dilatace času podle speciální teorie relativity.
V nejjednodušším případě, pokud se zdroj a pozorovatel od sebe pohybují po jedné přímce rychlostí {\displaystyle v\,}, liší se pozorovaná frekvence {\displaystyle f\,} od frekvence zdroje {\displaystyle f_{0}\,} podle vztahu:
{\displaystyle f=f_{0}{\sqrt {\frac {1-v/c}{1+v/c}}}\,}
Pro rychlosti o několik řádů menší než rychlost světla je ale rozdíl předpovědi podle obou modelů zanedbatelný.

## Příklady a využití
Dopplerův jev lze pozorovat i v běžném životě – jeho projevem je např. změna (snížení) vnímané výšky tónů vydávaných sirénou na vozidle projíždějícím okolo pozorovatele. Stejný efekt zažívá pozorovatel ve vlaku při projíždění přes zavřený přejezd se zvukovou signalizací.
Dopplerova jevu využívá řada měřicích přístrojů a zařízení, např. radary pro měření rychlosti vozidel nebo lékařské sonografy.
V astronomii se Dopplerův jev projevuje posuvem spektrálních čar vyzařovaných vesmírnými tělesy; pokud se tato tělesa vzdalují od Země, lze pozorovat takzvaný rudý posuv. Při vyšších rychlostech se však projevuje i dilatace času, je proto třeba brát v úvahu relativistický Dopplerův jev.